# Glenn Verbauwhede
Glenn Verbauwhede, né le 19 mai 1985 à Courtrai, est un joueur de football belge qui évolue au poste de gardien de but. Depuis 2013, il défend les buts du Mamelodi Sundowns en Afrique du Sud.

## Carrière
Formé au FC Bruges, Glenn Verbauwhede devient professionnel en 2005. D'abord troisième gardien du club, il devient en 2006 deuxième gardien du club après Stijn Stijnen et il dispute son premier match officiel le 24 août 2006 contre Suduva Mariampolé en Coupe UEFA.

## Sélections internationales
Glenn Verbauwhede a été international belge dans toutes les catégories d'âge. Il dispute son premier match avec les moins de 16 ans le 18 septembre 2000. Il dispute onze rencontres avec cette équipe jusqu'en avril 2001, pour treize sélections. De février 2001 à janvier 2002, il joue sept matches avec les moins de 17 ans (dix sélections), puis huit rencontres avec les moins de 18 ans entre avril 2002 et mai 2003 (huit sélections). Il est toutefois repris dès octobre 2002 dans l'équipe des moins de 19 ans, où il est titulaire durant 26 matches (sur 33 sélections) jusqu'en juillet 2004. À partir du mois d'août, il intègre le noyau des espoirs et dispute son premier match le 8 octobre 2004 en Espagne. Il joue un total de 10 rencontres jusqu'en mai 2006, bien qu'il soit encore repris dans le noyau jusqu'en novembre, l'amenant à 19 sélections. Enfin, le 12 octobre 2005, il est appelé comme deuxième gardien des « Diables Rouges » à l'occasion d'un match de qualification pour la Coupe du monde 2006 face à la Lituanie, alors qu'il n'est même pas titulaire dans son club.

## Statistiques
| Saison    | Club         | Pays     | Championnat | Match | Buts |
| --------- | ------------ | -------- | ----------- | ----- | ---- |
| 2006/2007 | FC Bruges    | Belgique | Division 1  | 7     | 0    |
| 2007/2008 | FC Bruges    | Belgique | Division 1  | 3     | 0    |
| 2008/2009 | KV Courtrai  | Belgique | Division 1  | 0     | 0    |
| 2009/2010 | KV Courtrai  | Belgique | Division 1  | 38    | 0    |
| 2010/2011 | KV Courtrai  | Belgique | Division 1  | 27    | 0    |
| 2011/2012 | KVC Westerlo | Belgique | Division 1  | 2     | 0    |

## Palmarès
- Vainqueur de la Coupe de Belgique en 2007 (FC Bruges)